# María de Hungría (1257-1323)
María (en húngaro: Mária nápolyi királyné, en italiano: Maria d'Ungheria) (1257- 25 de marzo de 1323), fue una princesa medieval húngara, hija del rey Esteban V de Hungría, esposa de Carlos II de Nápoles y por ello reina consorte de Nápoles, y abuela del rey Carlos I Roberto de Hungría.

## Biografía
María nació en 1257 como hija del rey Esteban V de Hungría y su consorte Isabel la Cumana. Tras la muerte de su padre en 1272, el hermano menor de María subió al trono y fue coronado como Ladislao IV de Hungría. Este monarca reinó tormentosamente varios años hasta que fue asesinado en 1290. Ante esto, la princesa declaró sus pretensiones sobre el trono húngaro el 21 de septiembre de ese mismo año, pero pronto, el 6 de enero de 1292 renunció al trono en favor de su hijo, Carlos Martel de Anjou-Sicilia, y lo hizo coronar rey de Hungría. Sin embargo, Carlos Martel habría sido coronado paralelamente al rey legítimo que habría asumido el trono en 1290, Andrés III de Hungría y por esto no se le reconocería.
Después de la muerte de Carlos Martel, a partir de 1295, fue su hijo Carlos Roberto, quien continuó pretendiendo la corona húngara, apoyado y aconsejado por su abuela María.
Tras la muerte de su esposo el 5 de mayo de 1309, su tercer hijo, Roberto I de Nápoles, tío de Carlos Roberto (quien obtuvo en 1307 el trono de Hungría para sí mismo), fue coronado rey napolitano. La viuda vivió en Nápoles, donde murió el 25 de marzo de 1323. Fue enterrada en la misma ciudad.